# Dornier Do 13
Le Dornier Do 13 est un bombardier bimoteur à moyen rayon d'action, développé dans les années 1930 par l'avionneur allemand Dornier. C'est une évolution du Dornier Do 11 fabriqué secrètement l'année précédente mais qui présentait un certain nombre de défauts de conception, et dont les performances ne satisfaisaient pas la Luftwaffe. Le Do 13 lui-même étant défaillant, il fut supplanté par le Dornier Do 23.

## Conception
Le design original du Do 11 est repris mais avec plusieurs modifications structurelles ; la cellule est renforcée, les ailes sont allongées, de nouveaux volets et ailerons sont installés, les trains d'atterrissage sont désormais fixes. Les premiers prototypes sont équipés de moteurs Bristol Jupiter VI de 530 ch puis un engin de conception allemande est utilisé, à savoir le BMW VI de 750 ch à refroidissement par liquide. Malgré toutes ces améliorations apportées sur les différentes versions du Do 13, les essais ne sont pas concluants, plusieurs accidents se produisent du fait de la faiblesse des ailes et finalement le projet est abandonné au profit d'une autre amélioration du Do 11, le Do 23,.

## Versions
- Do 13 A: 3 premiers prototypes, motorisés avec deux Bristol Jupiter VI de 530 ch chacun, plus grande envergure et train fixe.
- Do 13 C: Introduction du BMW VI de 750 ch.
- Do 13 D: Améliorations structurelles.
- Do 13 E: Introduction de nouveaux ailerons et volets conçus par Junkers[2].